# Cervia
Cervia – miasto i gmina we Włoszech, w regionie Emilia-Romania, w prowincji Rawenna.
Według danych na rok 2004 gminę zamieszkiwało 25 790 osób, 314,5 os./km².

## Miasta partnerskie
- Aalen, Niemcy
- Jelenia Góra, Polska
- Kluż-Napoka, Rumunia
- Maó, Hiszpania